# La Vérité (film, 2011)
Pour plus de détails, voir Fiche technique et Distribution.
La Vérité est un film québécois réalisé par Marc Bisaillon, inspiré de faits réels, qui est sorti en 2011.

## Synopsis
Intoxiqué sous l'effet de l'alcool et de substances hallucinogènes, Gabriel, un jeune élève du secondaire, perd connaissance et s'écroule dans la neige. Inquiet, son ami Yves essaie de le réanimer mais sans succès. À la recherche d'aide, il le transporte à la maison la plus proche. N'ayant aucune réponse, il y pénètre par effraction. Quand Gabriel reprend ses esprits et fait accidentellement tomber une étagère, les deux se mettent à tout détruire. Surpris par un voisin, ils le font tomber pour lui échapper. Ils apprendront plus tard son décès. Rien ne les reliant à cet événement, les deux font un pacte de silence. Mais un sentiment de culpabilité viendra assaillir Gabriel qui vit sa première relation d'amour.

## Fiche technique
- Titre original : La Vérité
- Réalisation : Marc Bisaillon
- Scénario : Marc Bisaillon
- Musique : Éric Rathé
- Direction artistique : Corinne Montpetit
- Costumes : Tereska Gesing
- Coiffure : Denis Vidal
- Maquillage : Kim Chantal Frenette
- Photographie : Mathieu Laverdière
- Son : Stéphane Barsalou, Martin Pinsonnault, Louis Gignac
- Montage : Mathieu Bouchard-Malo
- Production : Christine Falco
- Société de production : Les Films Camera Oscura
- Sociétés de distribution : Filmoption International
- Budget : 1,7 million de dollars[1]
- Pays d'origine :  Canada
- Langue originale : français
- Format : couleur
- Genre : drame
- Durée : 92 minutes
- Dates de sortie :
  - Canada : 18 mars 2011
  - Allemagne : 16 octobre 2012  (Festival du film de Schlingel)

## Distribution
- Pierre-Luc Lafontaine : Gabriel Caron
- Émile Mailhiot : Yves Leclair
- Geneviève Rioux : Caroline Caron, la mère de Gabriel
- Juliette Gosselin : Lydia
- Denis Trudel : Denis Leclair, le père d'Yves
- Louise Laparé : Madame Legault, la femme de la victime
- Sylvio Archambault : Sylvio
- Louis-Georges Girard : Émile Pierre Legault, la victime
- Antoine Vézina : Demers, adjoint du directeur
- Mélanie Laberge : l'enseignante
- Alex Jones : chanteur WD-40
- Étienne Carrier : guitariste WD-40
- Éric Goulet : guitariste baryton WD-40
- Hugo Lachance : batteur WD-40